# 御巫桃也
御巫 桃也（みかなぎ とうや）は、日本の漫画家、イラストレーター。代表作の『カーニヴァル』がテレビアニメ化され2013年4月から6月まで放送された。

## 作品リスト

### 漫画作品
- 『カーニヴァル』一迅社〈ZERO-SUMコミックス〉全28巻（『月刊コミックZERO-SUM』2007年10月号 - 2021年12月号）
- 『ROOT∞REXX Honey Melody』一迅社〈ZERO-SUMコミックス〉全1巻（原作：オトメイト、『ゼロサムオンライン』連載）
- 『ルーチェと白の契約』一迅社〈ZERO-SUMコミックス〉既刊6巻（『月刊コミックZERO-SUM』2022年8月号[1] - 連載中）
  1. 2022年12月23日発売[2][3]、ISBN 978-4-7580-3829-4
    - （特装版）同日発売[2][4]、ISBN 978-4-7580-3830-0

  2. 2023年6月23日発売[5]、ISBN 978-4-7580-3898-0
    - （特装版）同日発売[6]、ISBN 978-4-7580-3899-7

  3. 2023年12月25日発売[7]、ISBN 978-4-7580-3970-3
    - （特装版）同日発売[8]、ISBN 978-4-7580-3971-0

  4. 2024年6月28日発売[9]、ISBN 978-4-7580-8538-0
    - （特装版）同日発売[10]、ISBN 978-4-7580-8539-7

  5. 2024年12月26日発売[11]、ISBN 978-4-7580-8629-5
    - （特装版）同日発売[12]、ISBN 978-4-7580-8630-1

  6. 2025年6月30日発売[13]、ISBN 978-4-7580-8715-5
    - （特装版）同日発売[14]、ISBN 978-4-7580-8716-2

### イラスト
- ストレンジ・プラス（テレビアニメ、2014年）第3話エンドカードイラスト
- うーさーのその日暮らし 覚醒編（テレビアニメ、2014年）第4話エンドカードイラスト

### その他
- ROOT∞REXX（ゲーム、2015年）キャラクターデザイン